# EuroVelo 6
L’EuroVelo 6 (EV 6), également dénommée véloroute des fleuves ou encore « Atlantique - Mer Noire », est une véloroute EuroVelo faisant partie d’un programme d’aménagement de voie cyclable à l’échelle européenne. Longue de 4 450 km, elle relie Saint-Brevin-les-Pins en France à Constanța en Roumanie. L’itinéraire traverse ainsi l'Europe centrale, et de l’ouest de l'océan Atlantique à la mer Noire, en suivant le cours de trois des plus grands fleuves européens : la Loire, le Rhin et le Danube. La véloroute traverse successivement dix pays : la France, la Suisse, l'Allemagne, l'Autriche, la Slovaquie, la Hongrie, la Croatie,  la Serbie, la Bulgarie et la Roumanie.

## Itinéraire
L'EuroVelo 6 comporte 9 étapes officielles :
- De Nantes à Nevers ( France)
- De Nevers à Bâle ( France,  Suisse)
- De Bâle à Ulm ( Suisse,  Allemagne)
- d'Ulm à Passau ( Allemagne)
- De Passau à Vienne ( Autriche)
- De Vienne à Budapest ( Autriche,  Hongrie)
- De Budapest à Belgrade ( Hongrie,  Croatie,  Serbie)
- De Belgrade à Giurgiu / Roussé ( Serbie,  Roumanie /  Bulgarie)
- De Giurgiu / Roussé à Constanța ( Roumanie)

Les principales villes traversées par pays sont :
| Pays                | Principales villes traversées (intersection avec les autres EuroVelo) |
| ------------------- | --- |
| France              | Saint-Brevin-les-Pins (EV1), Nantes (EV1), Angers, Tours (EV3), Orléans (EV3), Nevers, Chalon-sur-Saône, Dole, Besançon, Montbéliard, Mulhouse (EV5), Saint-Louis (EV15) |
| Suisse              | Bâle (EV5, EV15), Schaffhouse (EV15), Stein am Rhein |
| Allemagne           | Tuttlingen, Ulm, Ratisbonne, Passau (EV7) |
| Autriche            | Linz (EV7), Melk, Krems, Vienne (EV9) |
| Slovaquie           | Bratislava (EV13) |
| Hongrie             | Győr, Esztergom, Visegrád, Budapest, Kalocsa, Baja, Mohács (EV13) |
| Croatie (variante)  | Kneževi Vinogradi, Lug, Osijek, Vukovar |
| Serbie              | Apatin, Novi Sad, Belgrade (EV11), Pančevo |
| Bulgarie (variante) | Vidin, Lom, Béléné, Roussé, Silistra |
| Roumanie            | Drobeta-Turnu Severin, Cernavodă, Brăila, Galati, Tulcea, Sulina, Babadag, Constanța                                                                                     |

### France
La partie française fait 1 329 km et relie Saint-Brevin-les-Pins dans la région Pays de la Loire  à Huningue en Alsace.
Le tracé suit d'abord la Loire (de Saint Nazaire à Nevers, la véloroute s'appelle aussi La Loire à vélo) puis le canal du Centre, le Doubs, le canal du Rhône au Rhin et le canal de Huningue, non loin du grand canal d'Alsace et du Rhin.
Il existe des variantes ou des antennes de liaison le long de Loire, qui permettent de passer d'une rive à l'autre et de joindre des communes éloignées du fleuve (par exemple Doué-la-Fontaine, Chinon, Loches, Cheverny, Chenonceaux).
En 2020, l'intégralité du parcours est balisé et 47% est en site propre (soit 625 km), le reste se faisant sur les routes partagées avec la circulation automobile.

#### Pays de la Loire
L'EuroVelo 6 traverse la région des Pays de la Loire sur près de 255 km en longeant la Loire. Depuis Saint-Brevin-les-Pins, elle est en tronc commun avec l'EV 1 jusqu'à Nantes, après avoir suivi l'estuaire de la Loire.
À Couëron, elle croise la véloroute La Littorale (V45 du schéma national), qui se termine à Nantes.

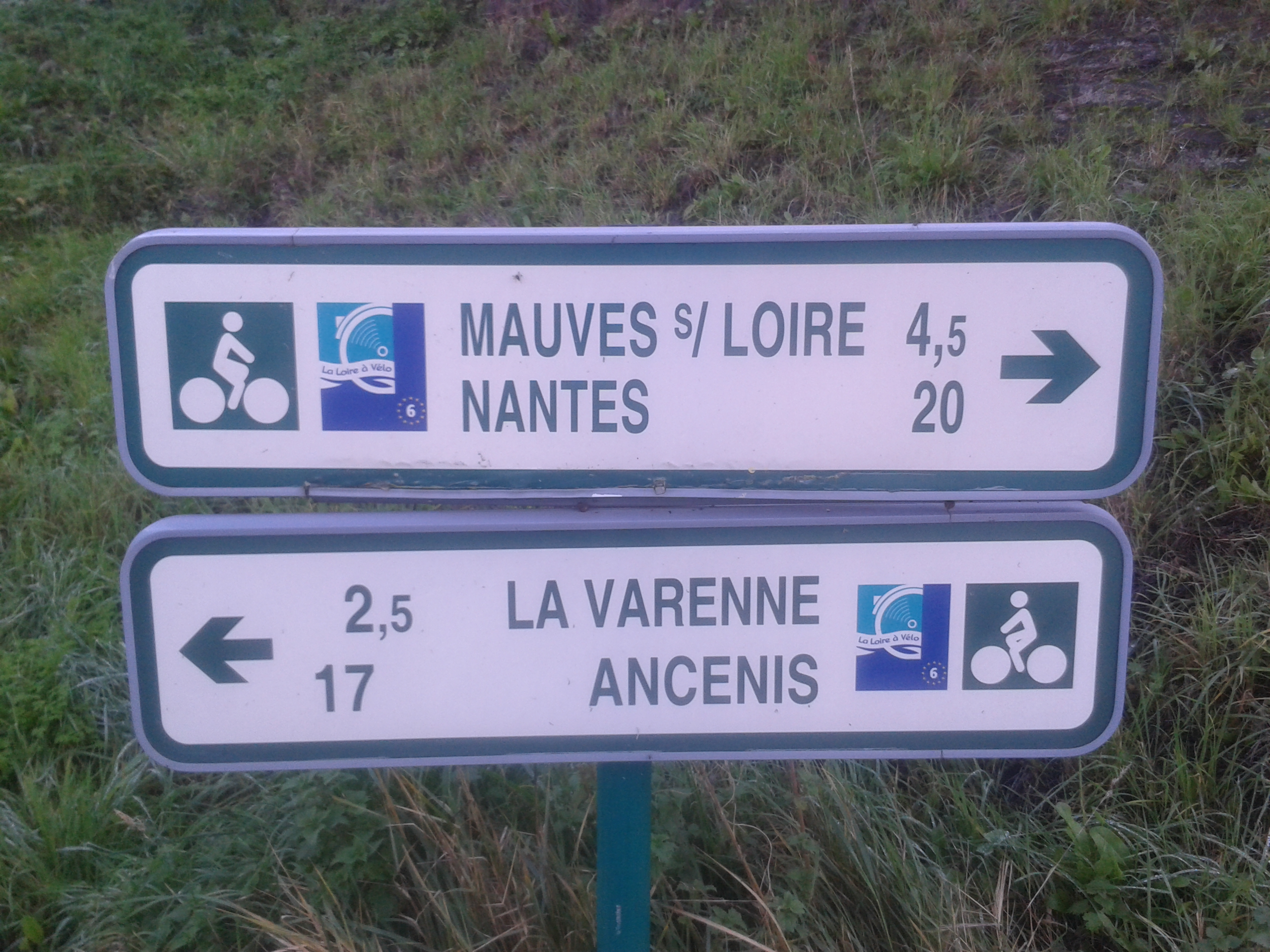
Balisage entre la Varenne et Mauves-sur-Loire

| Tronçon                               | Coordonnées départ          | Distance (km) | Type de voie               | Revêtement         |
| ------------------------------------- | --------------------------- | ------------- | -------------------------- | ------------------ |
| Saint-Brevin-les-Pins - Nantes        | 47° 16′ 05″ N, 2° 10′ 04″ O | 62,4          | Voie partagée - Voie verte | Enrobé - Stabilisé |
| Nantes - Ancenis                      | 47° 12′ 36″ N, 1° 33′ 42″ O | 40,1          | Voie partagée - Voie verte | Enrobé             |
| Ancenis - Chalonnes-sur-Loire         | 47° 21′ 49″ N, 1° 10′ 38″ O | 38,2          | Voie partagée - Voie verte | Enrobé - Stabilisé |
| Chalonnes-sur-Loire - Bouchemaine     | 47° 21′ 18″ N, 0° 45′ 41″ O | 19,4          | Voie partagée - Voie verte | Enrobé - Stabilisé |
| Bouchemaine - Angers                  | 47° 25′ 15″ N, 0° 36′ 36″ O | 7,5           | Voie verte                 | Enrobé - Stabilisé |
| Angers - La Daguenière                | 47° 28′ 15″ N, 0° 33′ 53″ O | 16,2          | Voie partagée              | Enrobé - Stabilisé |
| La Daguenière - Saint-Rémy-la-Varenne | 47° 25′ 10″ N, 0° 26′ 12″ O | 13,7          | Voie partagée              | Enrobé             |
| Saint-Rémy-la-Varenne - Saumur        | 47° 23′ 52″ N, 0° 18′ 58″ O | 30,3          | Voie partagée              | Enrobé             |
| Saumur - Savigny-en-Véron             | 47° 15′ 41″ N, 0° 04′ 36″ O | 26,7          | Voie partagée              | Enrobé             |

#### Centre-Val de Loire
En Centre-Val de Loire, l'itinéraire de l'EuroVelo 6 suit toujours le cours de la Loire.
Elle traverse les villes de Chinon, Tours, Amboise, Blois, Chambord et Orléans.
| Tronçon                      | Coordonnées départ          | Distance (km) | Type de voie  | Revêtement         |
| ---------------------------- | --------------------------- | ------------- | ------------- | ------------------ |
| Savigny-en-Véron - Huismes   | 47° 12′ 03″ N, 0° 08′ 39″ E | 11,8          | Voie verte    | Enrobé             |
| Huismes - Bréhémont          | 47° 14′ 55″ N, 0° 14′ 45″ E | 10,5          | Voie partagée | Enrobé             |
| Bréhémont - Villandry        | 47° 17′ 50″ N, 0° 21′ 36″ E | 13,5          | Voie partagée | Enrobé - Stabilisé |
| Villandry - Tours            | 47° 20′ 39″ N, 0° 30′ 37″ E | 18,3          | Voie verte    | Stabilisé          |
| Tours - Amboise              | 47° 22′ 13″ N, 0° 41′ 49″ E | 30,8          | Voie verte    | Enrobé             |
| Amboise - Chaumont-sur-Loire | 47° 24′ 46″ N, 0° 59′ 04″ E | 19,6          | Voie partagée | Enrobé             |
| Chaumont-sur-Loire - Blois   | 47° 28′ 47″ N, 1° 10′ 48″ E | 23,2          | Voie partagée | Enrobé             |
| Blois - Muides-sur-Loire     | 47° 35′ 10″ N, 1° 20′ 10″ E | 18,6          | Voie partagée | Enrobé             |
| Muides-sur-Loire - Orléans   | 47° 40′ 42″ N, 1° 31′ 26″ E | 46            | Voie partagée | Enrobé - Stabilisé |
| Orléans - Sully-sur-Loire    | 47° 53′ 53″ N, 1° 54′ 15″ E | 50,1          | Voie verte    | Enrobé - Stabilisé |
| Sully-sur-Loire - Briare     | 47° 46′ 05″ N, 2° 22′ 26″ E | 40,7          | Voie partagée | Enrobé - Stabilisé |

#### Bourgogne-Franche-Comté
La section de Bourgogne-Franche-Comté longe le cours de la Loire jusqu'à Digoin.
Elle traverse les villes de Nevers, Digoin, Paray-le-Monial, Montceau-les-Mines, Montchanin, Chalon-sur-Saône, Dole, Besançon et Montbéliard, en croisant les gares de ces villes ainsi que la gare du Creusot-Montceau-Montchanin-TGV.

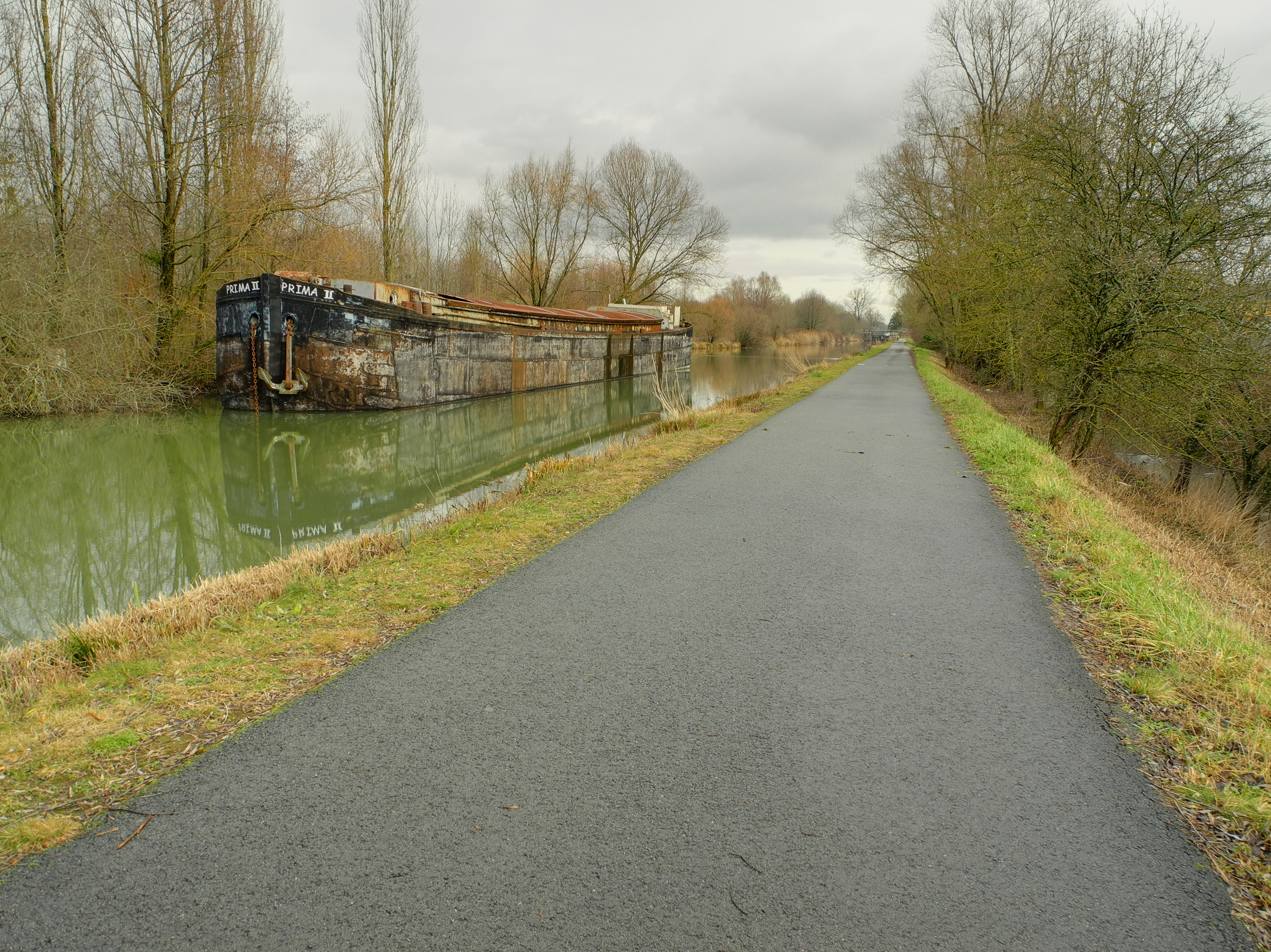
L'EV 6 à Étupes

| Tronçon                                                                           | Coordonnées départ          | Distance (km) | Type de voie  | Revêtement         |
| --------------------------------------------------------------------------------- | --------------------------- | ------------- | ------------- | ------------------ |
| Briare - Boulleret (Cosne-Cours-sur-Loire)                                        | 47° 37′ 59″ N, 2° 44′ 22″ E | 35,9          | Voie partagée | Enrobé - Stabilisé |
| Boulleret (Cosne-Cours-sur-Loire) - La-Charité-sur-Loire (La Chapelle-Montlinard) | 47° 24′ 40″ N, 2° 54′ 22″ E | 34            | Voie verte    | Enrobé - Stabilisé |
| La-Charité-sur-Loire (La Chapelle-Montlinard) - Cuffy                             | 47° 10′ 29″ N, 3° 00′ 30″ E | 29,8          | Voie verte    | Enrobé             |
| Cuffy - Nevers                                                                    | 46° 56′ 49″ N, 3° 04′ 10″ E | 14,9          | Voie verte    | Enduit gravillonné |
| Nevers - Champvert (Decize)                                                       | 46° 58′ 54″ N, 3° 09′ 59″ E | 38,2          | Voie verte    | Enrobé             |
| Champvert (Decize) - Bourbon-Lancy                                                | 46° 50′ 22″ N, 3° 30′ 44″ E | 41,3          | Voie partagée | Enrobé             |
| Bourbon-Lancy - Diou                                                              | 46° 37′ 32″ N, 3° 45′ 08″ E | 11,8          | Voie verte    | Enrobé             |
| Diou - Digoin                                                                     | 47° 35′ 10″ N, 1° 20′ 10″ E | 19,3          | Voie verte    | Enrobé             |
| Digoin - Paray-le-Monial                                                          | 46° 28′ 59″ N, 3° 59′ 15″ E | 11,8          | Voie verte    | Enrobé             |
| Paray-le-Monial - Montchanin                                                      | 46° 26′ 56″ N, 4° 06′ 53″ E | 63,3          | Voie partagée | Enrobé - Stabilisé |
| Montchanin - Santenay                                                             | 46° 50′ 10″ N, 3° 28′ 00″ E | 26            | Voie verte    | Enrobé             |
| Santenay - Chalon-sur-Saône                                                       | 46° 54′ 09″ N, 4° 41′ 37″ E | 27,7          | Voie verte    | Enduit gravillonné |
| Chalon-sur-Saône - Allerey-sur-Saône                                              | 46° 47′ 18″ N, 4° 51′ 55″ E | 20            | Voie verte    | Enrobé             |
| Allerey-sur-Saône - Samerey                                                       | 46° 54′ 11″ N, 4° 58′ 57″ E | 56,4          | Voie partagée | Enduit gravillonné |
| Samerey - Ranchot                                                                 | 46° 50′ 10″ N, 3° 28′ 00″ E | 37,5          | Voie verte    | Enrobé             |
| Ranchot - Besançon                                                                | 47° 08′ 54″ N, 5° 43′ 28″ E | 35,6          | Voie verte    | Enrobé - Stabilisé |
| Besançon - Baume-les-Dames                                                        | 47° 13′ 47″ N, 6° 01′ 50″ E | 41,8          | Voie verte    | Enrobé             |
| Baume-les-Dames - Montbéliard                                                     | 47° 20′ 31″ N, 6° 21′ 38″ E | 61,1          | Voie verte    | Enrobé             |
| Montbéliard - Mulhouse                                                            | 47° 30′ 17″ N, 6° 48′ 17″ E | 54,1          | Voie verte    | Enrobé             |

#### Grand Est
L'EuroVelo 6 traverse brièvement la région Grand Est à hauteur de Mulhouse, dans le département du Haut-Rhin.

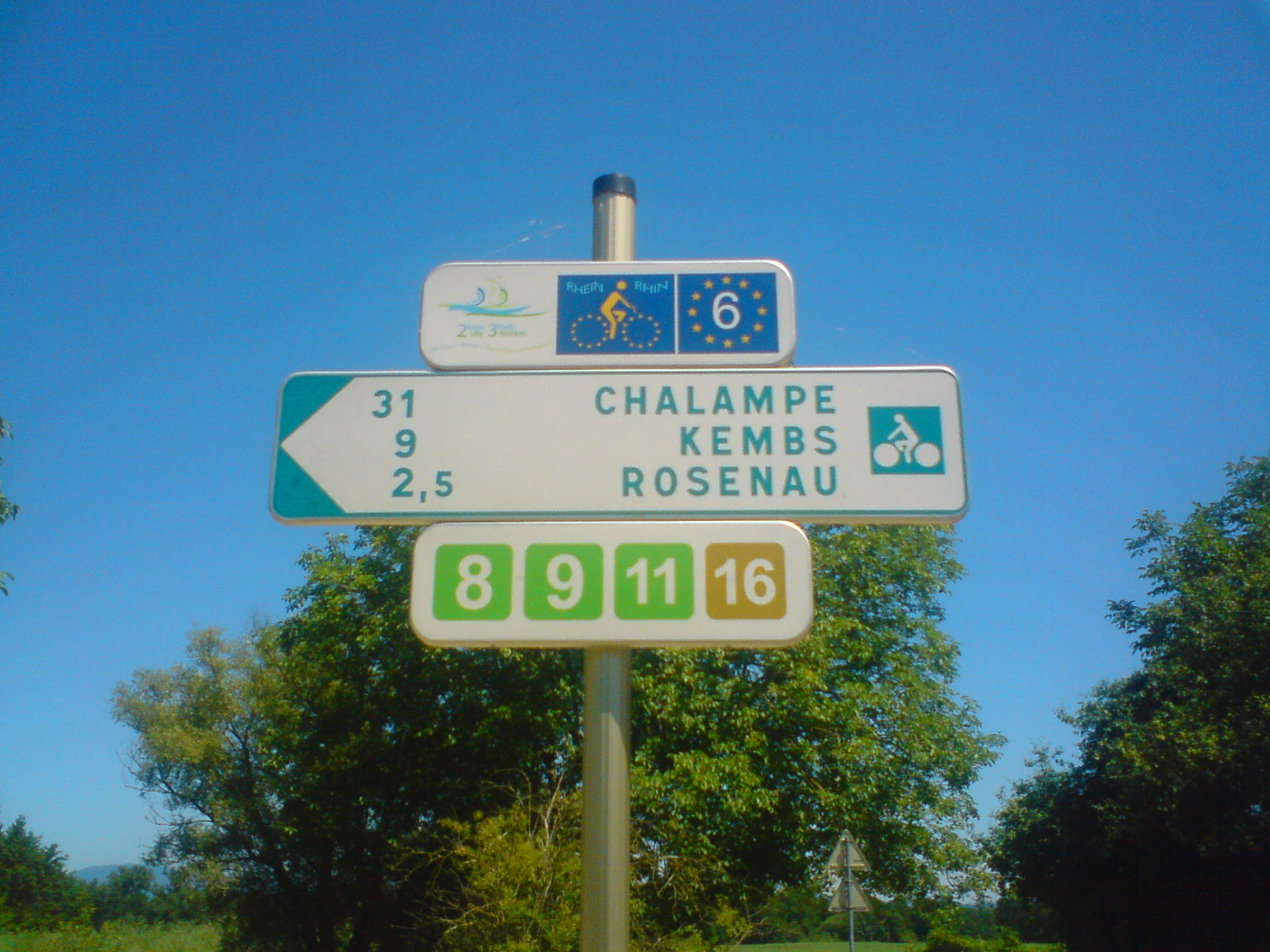
Balisage à Saint-Louis (Haut-Rhin)

| Tronçon           | Coordonnées départ          | Distance (km) | Type de voie | Revêtement |
| ----------------- | --------------------------- | ------------- | ------------ | ---------- |
| Mulhouse - Niffer | 47° 45′ 04″ N, 7° 21′ 30″ E | 16,2          | Voie verte   | Enrobé     |
| Niffer - Huningue | 47° 42′ 35″ N, 7° 30′ 09″ E | 16,9          | Voie verte   | Stabilisé  |

### Allemagne
D'Allemagne jusqu'au delta du Danube, l'EuroVelo suit le Danube à vélo.